# Gioan thành Ávila
Thánh Gioan thành Ávila (tiếng Tây Ban Nha: San Juan de Ávila; 6 tháng 1, 1500 - 10 tháng 5, 1569) là một linh mục, nhà truyền giáo, nhà thần bí, học giả của Giáo hội Công giáo Rôma. Ông là người chống lại ảnh hưởng của cuộc cải cách Tin Lành diễn ra tại Tây Ban Nha, góp phần làm cho nhiều người trở lại Công giáo, trong đó có Gioan Thiên Chúa và Phanxicô Borgia. Ông cũng có liên hệ với Inhaxiô nhà Loyola và Têrêsa thành Ávila.
Ông đã được Giáo hoàng Lêô XIII phong chân phước vào ngày 12 tháng 12 năm 1893 và Giáo hoàng Phaolô VI phong thánh vào 31 tháng 5 năm 1970. Giáo hoàng Biển Đức XVI vinh thăng ông là Tiến sĩ Hội Thánh vào ngày 7 tháng 10 năm 2012.

## Tiểu sử
Gioan sinh tại Almodóvar del Campo trong một gia đình Công giáo giàu có và đạo đức, tuy rằng họ có nguồn gốc Do Thái giáo. Năm 14 tuổi, Gioan được gửi đến học tại Đại học Salamanca chuyên ngành pháp luật, nhưng chỉ một năm thì quay về nhà cha mình. Tại đây, Gioan đã dành ba năm thực hành lòng đạo đức và khắc khổ. Dịp kia, một tu sĩ Dòng Phanxicô có lời khuyên ông nên nghiên cứu triết học và thần học tại Alcalá de Henares, tại đây ông may mắn được theo học nhà thần học nổi tiếng là Domingo de Soto. Khi đang nghiên cứu thì cha mẹ ông qua đời nên sau khi được truyền chức linh mục, ông đã cử hành Thánh Lễ mở tay tại nhà thờ nơi mà họ được an táng, bán hết tài sản của gia đình để giúp người nghèo.
Sau đó, Gioan dự định làm công cuộc truyền giáo ra nước ngoài, cụ thể là đi México. Năm 1527, khi đang ở Sevilla để tìm kiếm cơ hội thuận lợi cho dự định của mình, sự nhiệt tâm của ông trong khi cử hành Thánh Lễ đã thu hút sự chú ý của một linh mục tên là Hernando de Contreras. Linh mục này giới thiệu Gioan với tổng Giám mục Don Alonso Manrique de Lara. Tổng Giám mục nhận thấy nhà truyền giáo trẻ này là người mạnh mẽ, có thể khuấy động đức tin ở Andalusia nên ông đã thuyết phục Gioan từ bỏ hành trình đến châu Mỹ.

## Thuyết giảng ở Adalusia
Bài giảng đầu tiên của Gioan tại Adalusia là ngày 22 tháng 7 năm 1529, ngay lập tức tạo nên danh tiếng cho ông. Trong suốt chín năm truyền giáo tại Andalusia, các nhà thờ nơi ông thuyết giảng chật cứng người tham dự. Tuy nhiên, vì đã mạnh mẽ lên án những bất công trong xã hội nên ông bị giới giàu có tố cáo là đã phóng đại những mối nguy hiểm về họ. Năm 1533, ông được tuyên là vô tội. 

## Qua đời
Gioan bắt đầu sự nghiệp giảng đạo tại Andalusia năm 30 tuổi. Chín năm sau, ông trở về Sevilla, để khởi động các lĩnh vực rộng lớn hơn của Cordova, Granada, Baeza, Montilla và Zafra. Suốt mười tám năm trước khi qua đời, ông bị bệnh tật liên tục bởi đã quá nhiệt thành truyền giáo trong bốn mươi năm. Ông qua đời vào ngày 10 tháng 5 năm 1569 tại Montilla.